# Биро, Дьюла
Дьюла Биро (венг. Gyula Bíró; 10 мая 1890, Будапешт, Австро-Венгрия — 23 января 1961, Мехико, Мексика) — венгерский футболист, игравший на позиции полузащитника и тренер.
Трёхкратный чемпион Венгрии по футболу (ФК МТК 1907—1908, 1913—1914, 1916—1917), четырёхкратный обладатель Кубка Венгрии по футболу (ФК МТК 1909—1910, 1910—1911, 1911—1912, 1913—1914).

## Биография
Еврейского происхождения. По образованию — инженер. Играл в 1902—1916 гг. Дебютировал в чемпионате Венгрии в 1902 году на позиции вратаря (1902—1903), затем на позиции правого нападающего, защитника и полузащитника. В 1906 году, в возрасте 16 лет, дебютировал в национальной сборной по футболу. Биро принял участие в Олимпийских играх 1912 года в составе национальной сборной по футболу, сыграл в трёх матчах футбольного турнира и занял с ней 5-е место. Забил 3 гола в 36 матчах — два в матчах против Австрии и один в матче со Швейцарией.

## Клубная карьера
Выступал за «Hanauer Fußball-Club 1893» (1921).

## Тренерская карьера
После завершения футбольной карьеры стал тренером. Первоначально работал в немецких клубах. С 1922 по август 1923 года был тренером «Маккаби Краков» . Затем вернулся в Будапешт и в начале 1924 года два месяца проработал в будапештском ФК «33», а в марте 1924 года — тренером сборной Польши. Участвовал в двух официальных матчах — проиграв со счётом 5:1 сборной Швеции и со счётом 0:5 на Олимпийских играх в Париже против Венгрии. В июне 1924 года стал тренером познаньского «ФК Варта», которым руководил до осени 1925 года. Затем работал, в частности, в клубах Германии , Румынии , Австрии , Швеции , Франции , Швейцарии и Мексики.
По словам специалистов, обладал исключительно хорошей выносливостью и отличными техническими данными. Единственной его слабостью была скорость. Завершил игровую карьеру в сборной в 26 лет.
Перед Второй мировой войной, учитывая его еврейского происхождение, покинул Европу и бежал в Мексику. В Германии, его знали как Юлиус Биро, а в Мексике — как Хулио Биро.